# Commenda
La commenda était un type de contrat développé en Italie au XIIIe siècle,. Il s'agit d'un accord entre deux partenaires, un investisseur et un voyageur, dans le but de réaliser une entreprise commerciale, le plus souvent sous la forme d'un voyage maritime. Ces contrats, variables d'une situation à l'autre, sont généralement classés par les historiens en commendas unilatérales et commendas bilatérales, en fonction de la part de risque et de profit que prenait chaque partie dans l'entreprise. A Venise, la commenda était nommée collegantia ou colleganza. Ce contrat est considéré comme une innovation majeure dans l'histoire de la finance et du commerce,,.
La commenda constituait un partenariat entre un investisseur (appelé commendator ou socius stans) et un entrepreneur, le plus souvent un voyageur (appelé le contractant ou socius procertans.) L'investisseur apportait le capital et le contractant exécutait l'entreprise commerciale, le plus souvent sous la forme d'un voyage maritime. Au terme du contrat, l'investisseur récupérait son capital et le bénéfice était partagé entre les parties. Les historiens identifient deux types de commendas : 
- Commenda unilatérale : ici l'investisseur apporte l'intégralité du capital; les bénéfices sont partagés à hauteur des trois quarts pour l'investisseur et un quart pour le contractant[10]. L'investisseur supporte l'intégralité des risques[4]. Les statuts de Marseille de 1253 protègent le contractant contre d'éventuelles poursuites en cas de naufrage ou de capture du navire[4]. Ce contrat s'appelait commendatio à Venise[8].

- Commenda bilatérale : dans ce cas, l'investisseur apporte les deux tiers du capital et le contractant apporte le tiers restant. Les profits sont partagés pour moitié[10]. L'investisseur supporte les pertes à hauteur des deux tiers, et le contractant à hauteur de un tiers[4]. Ce contrat s'appelait collegantia ou colleganza à Venise et societas à Gênes[8],[1].

Les contrats variaient d'un situation à l'autre et l'investissement constituait parfois une part dans un navire.
À Venise, cette institution économique est considérée comme facteur majeur du succès économique de la ville au Moyen Âge. Elle fait notamment émerger une nouvelle classe d'homines novi, entreprenants et désireux de s'enrichir, contribuant ainsi à la prospérité de la ville.